# Klara Williams
Klara Williams (również jako Klara Broda, ur. 5 czerwca 1992 w Warszawie) – polska aktorka telewizyjna i teatralna.

## Życiorys
Na ekranie zadebiutowała w 2016, grając Edith Kronenberg w filmie Sługi boże. W 2021 dostała angaż do roli Joanny, najpierw sekretarki, a później kelnerki w serialu Polsatu pt. Pierwsza miłość, Anny Wójcik w serialu Polsatu pt. Komisarz Mama i dziennikarki Ani Walickiej w serialu Polsatu pt. Sługa narodu.
Jesienią 2021 roku brała także udział w programie Polsatu pt. Twoja twarz brzmi znajomo, gdzie zajęła 8. miejsce.
Córka Marty Morawieckiej, siostro byłego premiera Mateusza Morawieckiego. 

## Kariera

### Filmografia
- 2016: Sługi boże jako Edith Kronenberg
- 2018: Ślad jako recepcjonistka (odc. 1)
- 2018: Fuga jako kelnerka
- 2020: Osiecka jako służąca w domu Frykowskich (odc. 5)
- 2020: Mistrz jako pokojówka
- 2021: Dom pod Dwoma Orłami jako Rysia
- 2021: Akademik jako Marita (odc. 35)
- od 2021: Pierwsza miłość jako Joanna, sekretarka i kelnerka
- od 2022: Komisarz Mama jako Anna Wójcik
- od 2022: Sługa narodu jako dziennikarka Ania Walicka
- 2022: Mecenas Porada jako Amelia Hejak (odc. 14)
- 2024: Korona królów. Jagiellonowie jako Olga
- od 2024: Królowie jako Olga

### Programy telewizyjne
- 2021: Twoja twarz brzmi znajomo – uczestniczka 15. edycji (8. miejsce)

## Nagrody
- 2021: Nagroda im. Andrzeja Nardellego za najlepszy debiut w teatrach dramatycznych w sezonie 2020/2021 za rolę Oleńki w spektaklu „Potop” Henryka Sienkiewicza w reżyserii Jakuba Roszkowskiego w Teatrze Śląskiego im. St. Wyspiańskiego w Katowicach[2]